# 大奧布霍夫斯基橋

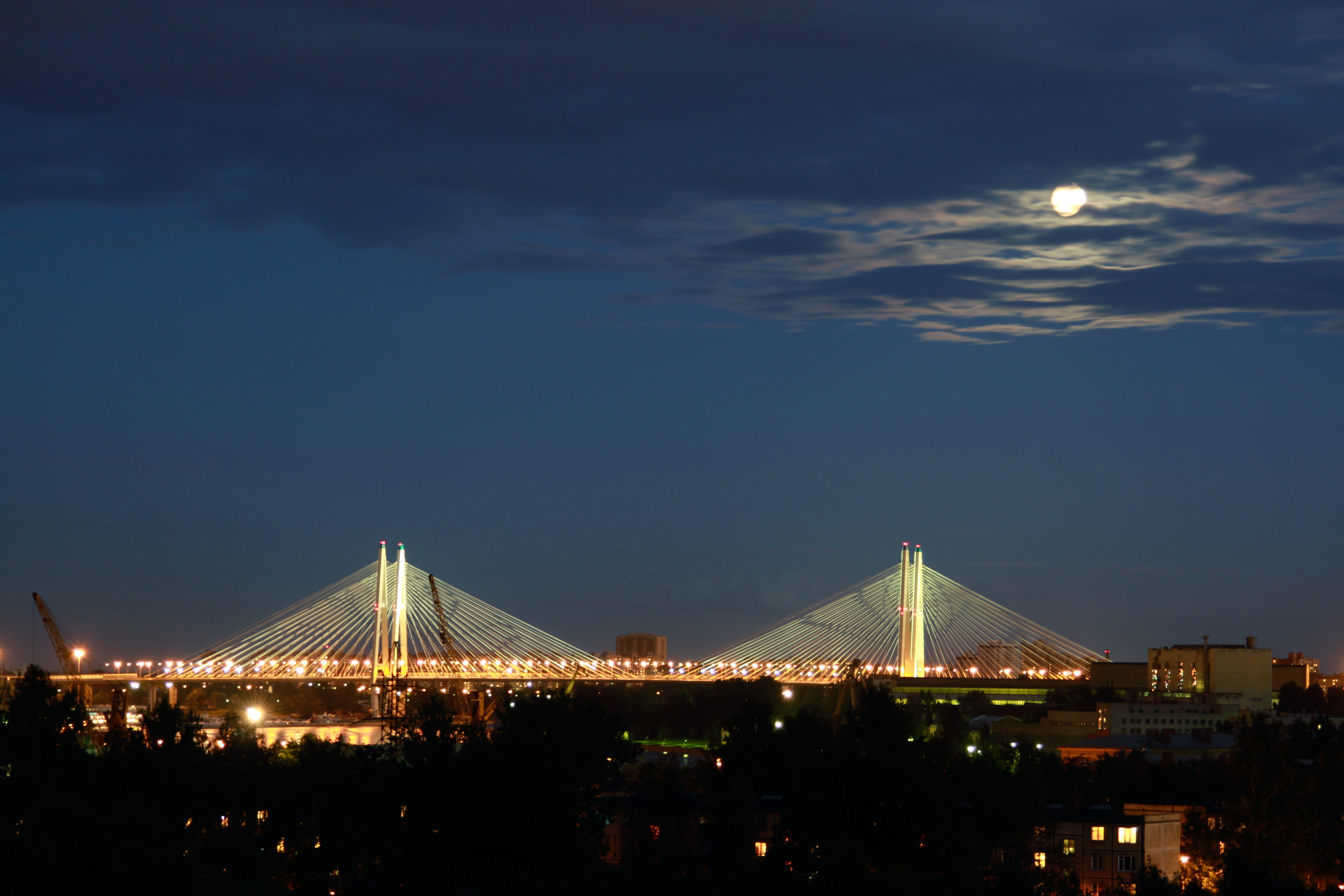
大奧布霍夫斯基橋

大奧布霍夫斯基橋（俄语：Большо́й Обу́ховский мост）是俄羅斯城市聖彼得堡涅瓦河上最新修建的一座橋樑，也是涅瓦河上唯一的一座釣橋，位於涅夫斯基區。

## 外部連結
- Structurae数据库中Bolshoi Obukhovsky Bridge的数据

- Project description （页面存档备份，存于）